# Pectinariophyes rudinotum
Pectinariophyes rudinotum is een halfvleugelig insect uit de familie Machaerotidae. De wetenschappelijke naam van deze soort is voor het eerst geldig gepubliceerd in 1963 door Maa.